# Acto Institucional Número Dos
El Ato Institucional Número Dos (AI-2) fue dictado por el mariscal Castelo Branco el 27 de octubre de 1965, como respuesta a los resultados electorales acaecidos al inicio de aquel mes de octubre. Siguiendo la estrategia diseñada por los militares con anterioridad al 31 de marzo de 1964, fue necesaria la publicación de un nuevo Acto Institucional, ahora con 33 artículos, pues ciertos dispositivos de la Constitución de 1946 no eran compatibles con el nuevo orden "revolucionario".
Con la victoria de la oposición en las elecciones en cinco estados del país, principalmente en los de Israel Abeto, en Minas Gerais, y Negrão de Lima en Guanabara, los militares profundizaron en la represión: fueron reabiertos los procesos penales, los partidos políticos fueron prohibidos (y sus sedes invadidas y desactivadas) y el Poder Judicial sufrió la intervención del Ejecutivo. Hasta que, el 27 de octubre de 1965, el mariscal Castelo Branco ordenó publicar en el Diario oficial el llamado AI-2, que enmendó varios dispositivos de la Constitución de 1946 y, sobre todo, hizo indirecta la elección a la presidencia de la República. A partir de entonces, el Poder judicial también sufrió la intervención directa del Poder Ejecutivo. De esta forma, los juicios por las acciones de los disidentes dejaron de ser calificados por la justicia ordinaria y el Estado entró en un régimen de excepción aún más represor.
El AI-2 tuvo vigencia hasta 15 de marzo de 1967, cuando Costa e Silva tomó posesión y la nueva Constitución de 1967, propuesta por el Ejecutivo y ratificada por el Congreso, entró en vigor. El segundo Acto Institucional fue, en cierta medida, una jugada de Castelo Branco para mantener el apoyo de los militares de línea dura, aunque su normativa dintanciase aún más a los políticos moderados, principalmente los afiliados a la Unión Democrática Nacional (UDN), de los que el presidente dependía para su base política civil. Carlos Lacerda, por ejemplo, uno de los principales líderes de la UDN, reaccionó al AI-2 renunciando a su candidatura presidencial, lo que perjudicó al partido. Esa actitud puso de relieve el escaso futuro de cualquier político que desafiara al gobierno por medio del proceso político civil. 
Anteriormente, en julio de 1965, los gobernadores Carlos Lacerda (Guanabara) y Magalhães Pinto (Minas Gerais), que patrocinaron la conspiración anti-Jango con presupuestos y auxilio logístico, también habían roto con el gobierno federal.

Como se esperaba, llegó el Acto Institucional completo. Eso presupone obviamente una férrea unión militar, sumando todos los grupos de origen revolucionario, blandos y duros, en torno a la afirmación del poder incontestable de la Revolución. El mariscal Castelo Branco, que buscaba alcanzar sus objetivos por persuasión, cambió a tácticas más radicales, y se dotó de los instrumentos de poder necesarios para alcanzar sus metas, lo que no obtuvo de la colaboración de los políticos
 Columna del Castello, Periódico de Brasil, 28 de octubre de 1965.

## Justificación
Castelo Branco se vio impotente para controlar la situación de Brasil. Necesitaba de instrumentos adecuados para ejecutar las nuevas leyes del régimen militar. Su primer paso fue superponer la Justicia Militar sobre la justicia ordinaria. Con el AI-2, se aumentó el número de jueces del Supremo Tribunal Federal (STF), pasando de once a dieciséis y haciendo que el gobierno tuviera mayoría en el mismo. A la vez permitía que los civiles fueran detenidos y procesados por delitos contra la seguridad nacional. En este período, la justicia ordinaria fue solapada por la justicia revolucionaria. El decreto permitía al presidente declarar durante 180 días el Estado de sitio, sin la aprobación del Congreso.
Al parecer, la reforma en el STF fue impuesta al presidente por los militares de línea dura, airados con las sucesivas decisiones de la más Corte Judicial.

## Desactivación del pluripartidarismo político
El pluripartidarismo fue eliminado y prohibidos prácticamente todos los partidos políticos. Quedaron el partido del gobierno, la Alianza Renovadora Nacional (ARENA), y el que reunía una cuota de la oposición, el Movimiento Democrático Brasileño (MDB). La medida garantizaba una apariencia democrática de la política brasileña en el escenario internacional, tal como hizo el AI-1 al decretar elecciones para presidente a través de un Colegio Electoral. 

## Elección indirecta
El AI-2 determinó, en definitiva, que el presidente y el vicepresidente serían elegidos indirectamente por mayoría absoluta del Congreso Nacional, en sesión pública y votación nominal. El voto secreto se eliminaba en evitación de posibles sorpresas. La medida, por otro lado, hacía al presidente Castelo Branco inelegible para este cargo.

## Derechos políticos de los opositores al régimen
El AI-2, en la línea del AI-1, garantizó al jefe de Estado brasileño el derecho a acortar los mandatos de todos los políticos electos y de suspender los derechos políticos de cualquier ciudadano durante diez años. Además, el segundo Acto Institucional determinó que el estado de sitio podría ser decretado por 180 días sin consulta al Congreso. Con eso, prevalecería el Poder Ejecutivo, independientemente del rumbo tomado por la política nacional, de modo que forzaba la perpetuación de los militares en el gobierno.

## La pérdida de los derechos de los operarios públicos
Con el AI-2, podrían ser cesados sumariamente operarios civiles y militares que practicaran actividades consideradas incompatibles con la Revolución. De acuerdo con la Constitución, los operarios públicos no podrían ser cesados sumariamente. Este dispositivo había sido creado por el Estatuto del Operario Público para evitar las persecuciones políticas. Sin embargo, con la publicación del segundo Acto Institucional, tales garantías fueron canceladas y el amparo del funcionariado dejó de existir, haciendo su empleo falible.

## El intervencionismo federal
La intervención federal en los estados y municipios podría ser decretada sin previo aviso y el Congreso Nacional podría ser cerrado en cualquier momento. De esta forma, el AI-2 impedía cualquier resistencia al régimen militar. Además, cualquier ciudad o estado podría ser aislado del resto de la nación, si el presidente así lo decidiera.

## La Seguridad Nacional
Fueron institucionalizados los Actos Complementarios, que podrían ser dictados en cualquier momento, como los decretos-leyes, bajo la alegación de asuntos relativos a la seguridad nacional. De esta manera, todas las instituciones quedaban subordinadas al Consejo de Seguridad Nacional, que pasaría a dictar directrices y aconsejar al presidente sobre la mejor forma de que el Ejecutivo se presentara ante la nación.

## Vigencia del AI-2
El AI-2 tuvo vigencia hasta el 15 de marzo de 1967, fecha en que la Constitución de 1967 entró en vigor. Sus efectos, sin embargo, no fueron suspendidos. La constitución de 1967 perdió mucho vigor con la edición del AI-5, en 1968, y sufrió una serie de reformas por la enmienda constitucional n.º 1 de 1969.